# Gino Marturano
Luigi „Gino“ Marturano, Pseudonym Jean Martin (* 8. Februar 1931 in Tarent) ist ein italienischer Schauspieler.

## Leben
Gino Marturano, der laut eigener Aussage als Kind in einem Konzentrationslager war, begann schon als Teenager in Kleinstrollen; so spielte er vermutlich 1946 in Vittorio de Sicas Schuhputzer und 1949 in In den Klauen der Borgia. Erstmals 1958 nachgewiesen identifiziert, begann mit Fellinis Das süße Leben seine Karriere Ende der 1950er Jahre als erwachsener Schauspieler; es folgten etwa siebzig Nebenrollen in abenteuerlichen Filmen, darunter vielen Italowestern, in denen er manchmal auch unter dem Pseudonym Jean Martin auftrat – und nicht mit dem französischen Schauspieler dieses Namens zu verwechseln ist. Nach 1972 war er nur noch in deutlich weniger Rollen zu sehen (eine Reihe von Filmen weist „Luigi Marturano“ als Schauspieler aus, ohne dass Gino gefunden werden kann) seit 1997 gar nicht mehr.
1966 erlangte Marturano den Hubschrauber-Pilotenschein und nutzte ihn für Filmaufnahmen; so war er neben Stunteinsätzen und Aufträgen als Waffenmeister auch 1991 für den Fernsehfilm Il ricatto 2 für die Flugszenen verantwortlich. 1998 war Marturano unter den Interviewten für den Dokumentarfilm L'Americano a Roma.

## Filmografie (Auswahl)
- 1959: Die Gefangene der Sarazenen (I reali di Francia)
- 1959: Das süße Leben (La dolce vita)
- 1959: Tina räumt auf (La sceriffa)
- 1960: Die Irrfahrten des Herkules (Goliath contro i giganti)
- 1960: Venus der Piraten (La Venere dei pirati)
- 1961: Konstantin der Große (Costantino il grande)
- 1961: Nofretete – Königin vom Nil (Nefertite, regina del Nilo)
- 1961: Der schwarze Seeteufel (Gordon il pirata nero)
- 1962: Einer gegen Sieben (Duello nella sila)
- 1963: Robin Hood in der Stadt des Todes (L'invincibile cavaliere mascherato)
- 1963: Sandokan (Sandokan, la tigre di Mompracem)
- 1964: Das letzte Gewehr (Jim il primo)
- 1964: Samson und der Schatz der Inkas (Sansone e il tesoro degli Incas)
- 1964: Die sechs Unbesiegbaren (La vendetta dei gladiatori)
- 1965: Adios Gringo (Adios Gringo)
- 1965: Angélique, 2. Teil (Merveilleuse Angélique)
- 1965: Ein Loch im Dollar (Un dollaro bucato)
- 1966: Django – Die Geier stehen Schlange (7 Dollari sul rosso)
- 1966: Frauen als Köder für CD 7 (Un colpo da mille miliardi)
- 1966: Sartana (Mille dollari sul nero)
- 1967: Mehr tot als lebendig (Un minuto per pregare, un istante per morire)
- 1967: Perry Rhodan – SOS aus dem Weltall (…4 …3 …2 …1 …morte)
- 1968: Ein Loch in der Stirn (Un buco in fronte)
- 1968: Il pistolero segnato da Dio
- 1968: Schweinehunde beten nicht (I vigliacchi non pregano)
- 1969: 20.000 dollari sporchi di sangue
- 1969: Sabata (Ehi amico… c'è Sabata, hai chiuso!)
- 1969: Sieben dreckige Teufel (Sette baschi rossi)
- 1970: Sandokan – Der Tiger von Malesia (Le tigri di Mompracem)
- 1971: Bratpfanne Kaliber 38 (…e alla fine lo chiamarono Jerusalem l'implacabile)
- 1972: Ein Halleluja für zwei linke Brüder (Jesse & Lester due fratelli in un posto chiamata Trinità)
- 1976: Die große Orgie (Vizie privati, pubbliche virtù)
- 1976: Die letzte Rechnung schreibt der Tod (Milano violenta)
- 1980: S+H+E – Super Harter Engel (S.H.E.)
- 1985: Der Assisi Untergrund (The Assisi Underground)